# Croydon Pirates Baseball Club
Uniformes
Le Croydon Pirates Baseball Club est un club britannique de baseball basé Croydon (Grand Londres) évoluant en National League, la première division britannique. Les Pirates comptent deux titres nationaux (2004 et 2005).

## Palmarès
- Champion de Grande-Bretagne : 2004, 2005.